# 波麗士很忙
《波麗士很忙》（英語：Cop Out）是一部2010年美國動作喜劇片，由凱文·史密斯導演，馬克與羅伯·庫倫編劇，布魯斯·威利和崔西·摩根主演。電影於2010年2月26日美國上映，口碑票房雙敗。